# ننه دلاور و فرزندان او
 ننه دلاور و فرزندان او (به آلمانی: Mutter Courage und ihre Kinder) نمایشنامه‌ای است که در سال ۱۹۳۹ توسط برتولت برشت، نویسندهٔ اهل آلمان نوشته شده‌است. برخی از صاحب‌نظران، از نمایشنامه ننه دلاور به عنوان بزرگ‌ترین اثر هنری ضد جنگ یاد می‌کنند.